# Boophis schuboeae
A Boophis schuboeae a kétéltűek (Amphibia) osztályába, a békák (Anura) rendjébe és az aranybékafélék (Mantellidae) családjába tartozó faj. Nevet Dr. Anna Schubö müncheni kutató tiszteletére kapta.

## Előfordulása
A faj Madagaszkár endemikus faja. A sziget keleti középső részén élő esőerdőkben honos, 900–1000 m tengerszint feletti magasságban a Ranomafana Nemzeti Parkban.

## Megjelenése
Kis méretű békafaj. A hímek hossza 24–26 mm. Morfológiailag a Boophis ankaratra fajhoz hasonló. Háta zöld színű, melyen időnként világoszöld foltok találhatók, hátán és oldalán alig kivehető részleges sávok láthatók.

## Természetvédelmi helyzete
A faj a Ranomafana Nemzeti Parkban, természetvédelmi területen él. Valószínűleg csak az érintetlen erdőkben honos, mivel másodlagos erdőkben eddig nem figyelték meg. Élőhelye a mezőgazdaság, a fakitermelés, faszénkészítés, az invázív eukaliptusztfajok, a legeltetés és az emberi települések növekedése következtében csökken.